# Adaptacja układu krążenia u noworodka donoszonego
Adaptacja układu krążenia u noworodka donoszonego – proces adaptacji układu krążenia noworodka. 
Krążenie u noworodka rozpoczyna się w momencie narodzin i trwa przez kolejne kilka dni jego życia, w których to krążenie noworodkowe stanowi formę przejściową między krążeniem płodowym a krążeniem typu dorosłego. Krążenie płodowe charakteryzuje się małym oporem naczyń systemowych i dużym oporem naczyniowym w płucach przez co 70% krwi z prawej komory przechodzi podczas jej skurczu przez przewód tętniczy do aorty.  Podczas porodu czynnikiem inicjującym jest spadek ciśnienia w krążeniu dużym i wzrost ciśnienia w krążeniu płucnym, prowadzi to do zmian oporu i przepływu krwi. Następuje wzrost przepływu płucnego z równoczesnym obniżeniem ciśnienia w naczyniach płucnych i wzrostem ciśnienia w naczyniach systemowych. Po uruchomieniu oddychania  pod wpływem tych czynników(zwiększenia oporu w dużym krążeniu i zmniejszonego oporu w naczyniach płucnych), rozprężone płuca wypełniają się krwią, która spływając żyłami płucnymi, zwiększa ciśnienie w lewym przedsionku i powoduje czynnościowe zamknięcie otworu owalnego. Anatomiczne zamknięcie otworu owalnego następuje w ciągu pierwszych miesięcy życia.
Zmiany adaptacyjne w obrębie naczyń pępowinowych: tętnice pępowinowe funkcjonalnie zamykają się bezpośrednio po porodzie, a w następnych dniach ulegają zwłóknieniu tworząc więzadło pęcherzowo-pępkowe, żyła pępowinowa zamyka się czynnościowo po podwiązaniu pępowiny, również ulega zwłóknieniu, a po jej zarośnięciu powstaje więzadło obłe wątroby. Połączenie żyły głównej dolnej z żyłą pępowinową nazywane przewodem żylnym ulega zamknięciu(początkowo czynnościowemu), po zarośnięciu tworzy więzadło żylne.
Połączenie tętnicy płucnej z lewą aortą zwane przewodem tętniczym podlega anatomicznemu zarośnięciu (ok. 4-8. tyg. życia), tworząc więzadło tętnicze.
Zaburzenia adaptacyjne, które mogą prowadzić do np. niedotlenienia noworodka, występujące najczęściej w pierwszych godzinach życia spowodowane są niezamkniętymi anatomicznie połączeniami wewnątrzsercowymi (otwór owalny, przewód tętniczy) oraz zmianami w ciśnieniu i przepływie krwi. Występujące objawy to najczęściej sinica obwodowa, tachykardia, bradykardia, zmiany tonów serca, nieprawidłowa sylwetka serca i zmiany w zapisie elektrokardiograficznym. 
Prawidłowa czynność serca noworodka wynosi 120-160/min. Ciśnienie tętnicze krwi zależy od doby życia i od dojrzałości. Średnie wartości u noworodka donoszonego to ciśnienie skurczowe 50-70 mmHg, a ciśnienie rozkurczowe 25-45 mmHg.